# المضاف (الرياشية)

تعديل مصدري - تعديل

المضاف هي إحدى قرى عزلة وادي الرياشية بمديرية الرياشية التابعة لمحافظة البيضاء، بلغ تعداد سكانها 353 نسمة حسب تعداد اليمن لعام 2004.